# Genderfluid
Genderfluid (z ang. gender fluidity – płynność płciowa) – określenie osób, których tożsamość płciowa i/lub ekspresja płciowa zmienia się na przestrzeni czasu. Dla przykładu, niektóre dni osoby genderfluid czują się męsko, w inne dni żeńsko, a w inne dni niebinarnie (bigender, trigender) czy też androgynicznie. Niektóre osoby genderfluid preferują różne zaimki i imiona w zależności od swojej obecnej tożsamości. Osoby genderfluid zaliczają się do osób niebinarnych.

Symbole osób genderfluid
Flaga osób genderfluid
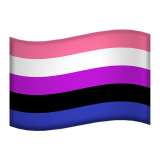
Flaga osób genderfluid w formie emoji